# Ulmus minor

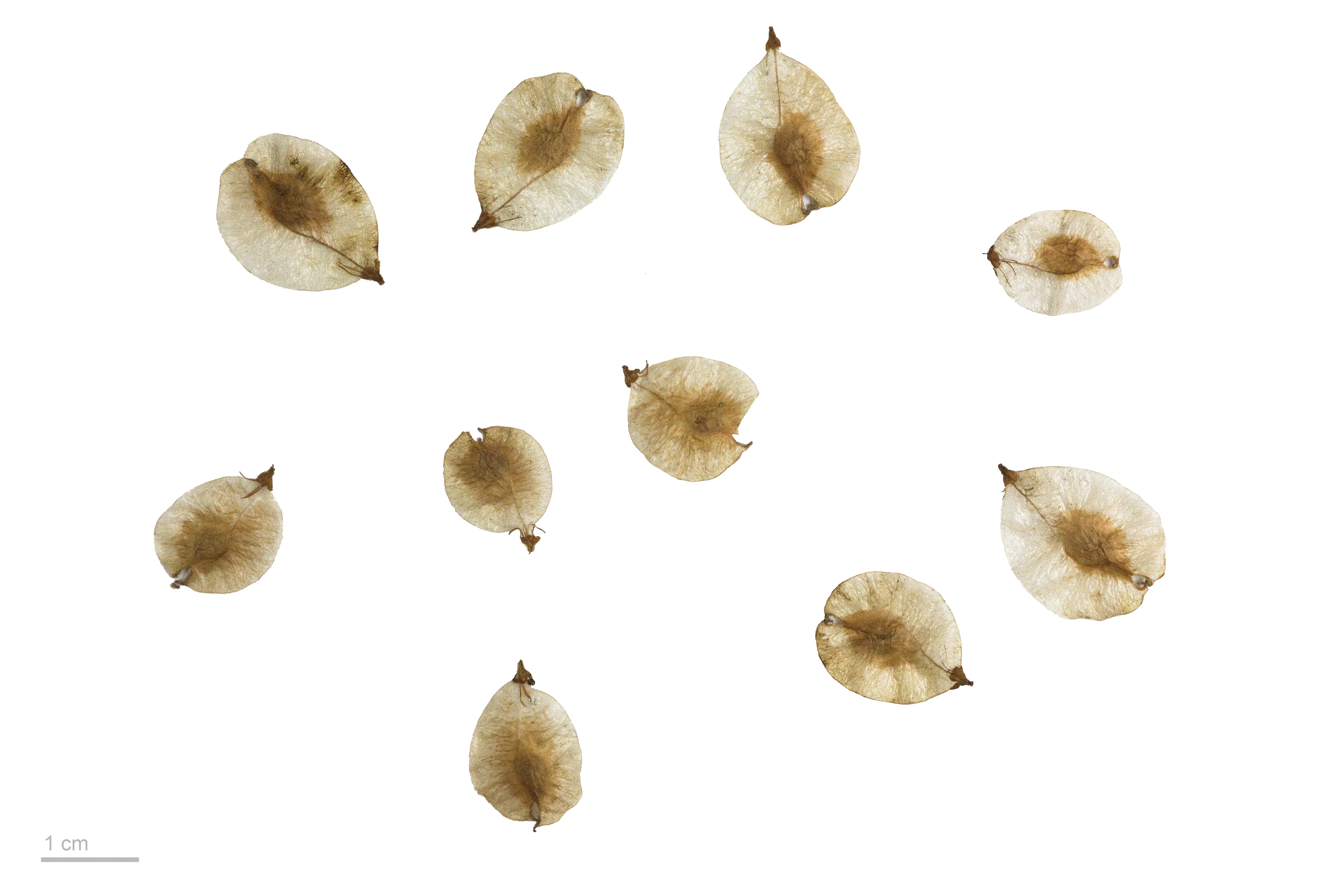
Sámaras de Ulmus minor.

Ulmus minor, el olmo común o negrillo, es una especie de árbol perteneciente a la familia Ulmaceae.

## Descripción
Es un árbol caducifolio de porte elevado y robusto, que puede alcanzar una altura de hasta 40 m. Su tronco es grueso, algo tortuoso y ahuecado en los ejemplares viejos, sobre todo los sometidos a podas; corteza pardo-grisácea o pardo oscura, muy áspera y resquebrajada. Copa amplia, de follaje denso, redondeada, que proyecta una sombra intensa. Ramillas delgadas, lampiñas, con corteza lisa, de color parduzco, en ocasiones con corcho. Hojas simples, alternas, aovadas, puntiagudas, con el borde simplemente o doblemente aserrado, redondeadas o acorazonadas, con asimetría basal debido a que la inserción superior del limbo en el peciolo tiene lugar a una distancia menor de la inserción con el ramillo. Flores precoces, agrupadas en inflorescencias de hasta 30 flores, de forma que el fruto madura y se disemina antes de que las hojas estén completamente formadas. Los frutos tienen forma de sámara aplastada con un ala orbicular que rodea completamente la semilla, y están agrupados. Inicialmente son de color verde claro, frecuentemente teñidos de rojo, sobre todo en las proximidades de la semilla, tornándose pardo-amarillentos antes de caer; tienen una longitud de entre 7 y 9 mm.

## Florece
A finales de invierno, por abril o mayo; los frutos se diseminan en abril.

## Se cultiva
En los suelos frescos y profundos, principalmente en los sotos y riberas de los ríos donde se asocia con frecuencia a sauces, alisos, álamos y fresnos. Prefiere los climas templados, de ahí que no asciendan mucho por encima de los 1000 m s. n. m.

## Distribución

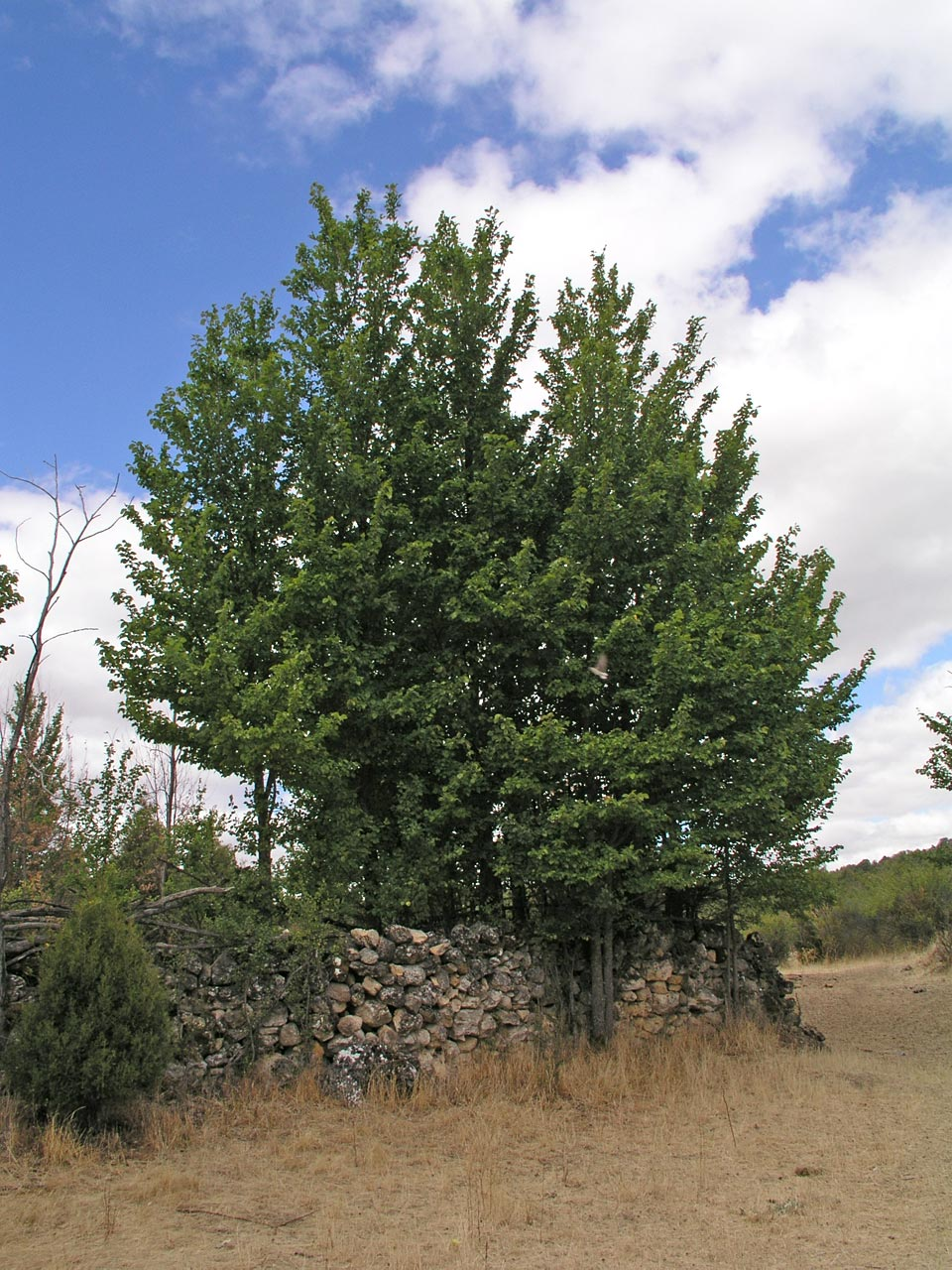
Árbol aislado.

En gran parte de Europa, norte de África y Asia occidental; cultivado desde tiempos remotos, fue extendido por los romanos y su límite real es difícil de precisar. Se  encuentra en Mallorca, Menorca, Ibiza, cultivado o espontáneo, y por la mayor parte de la península ibérica, especialmente en las regiones de clima mediterráneo.

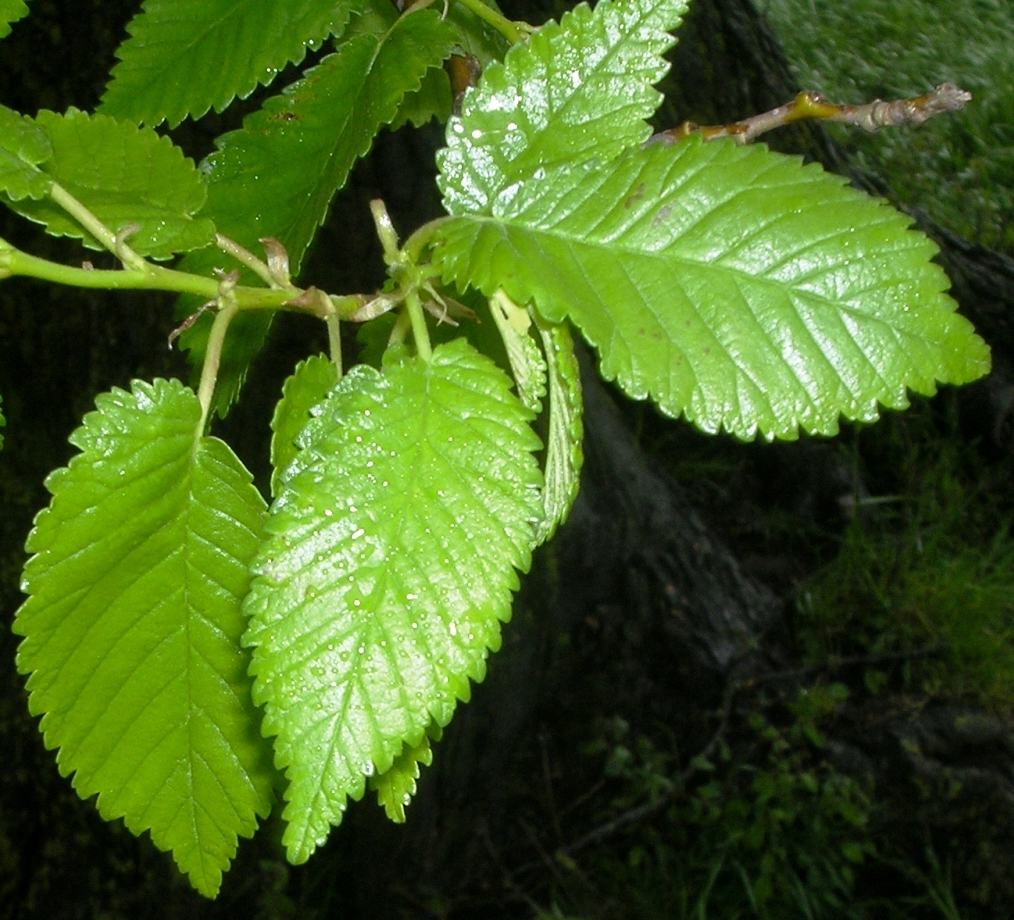
La hoja tiene asimetría basal muy evidente.

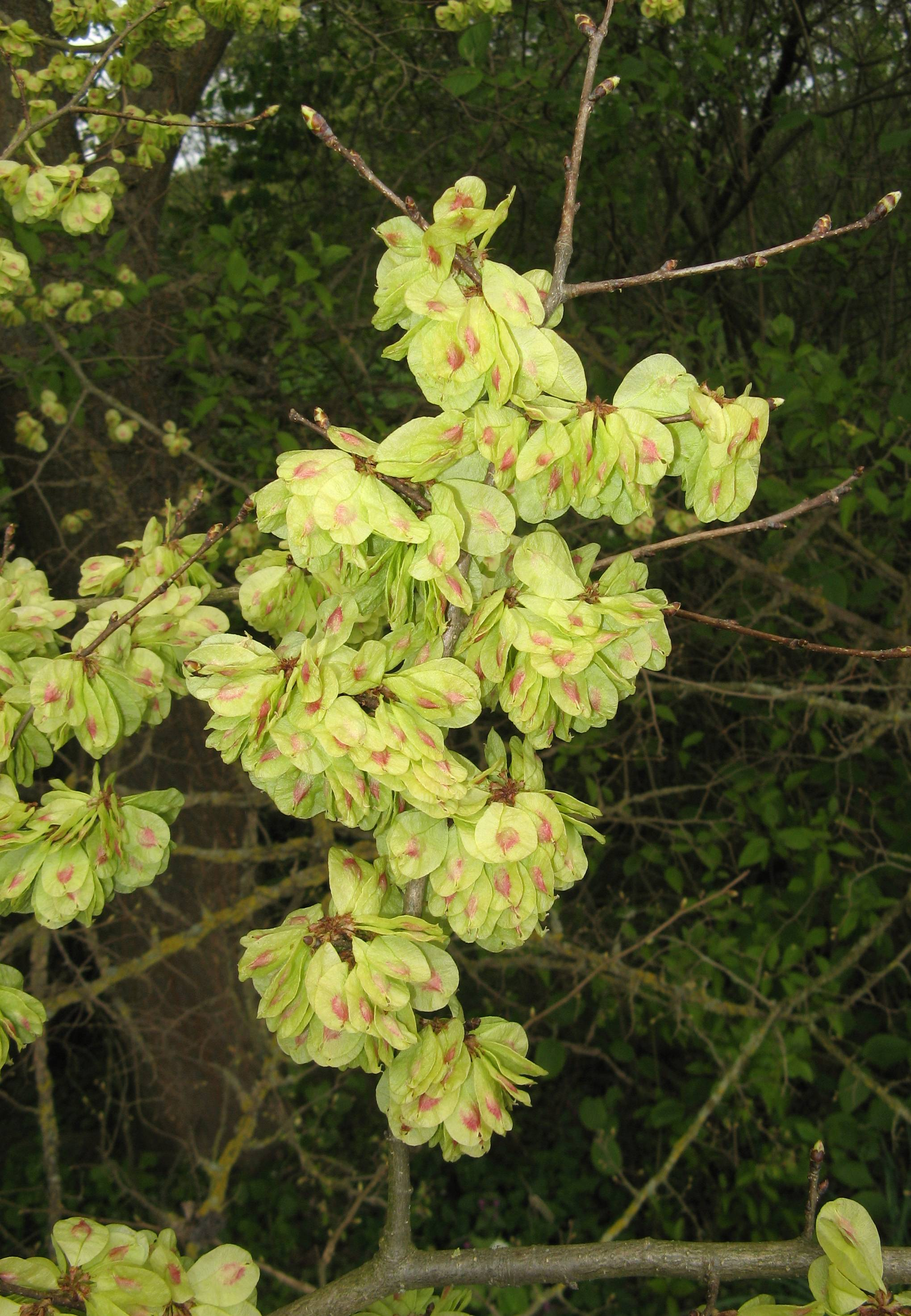
Los frutos aparecen en la primavera.

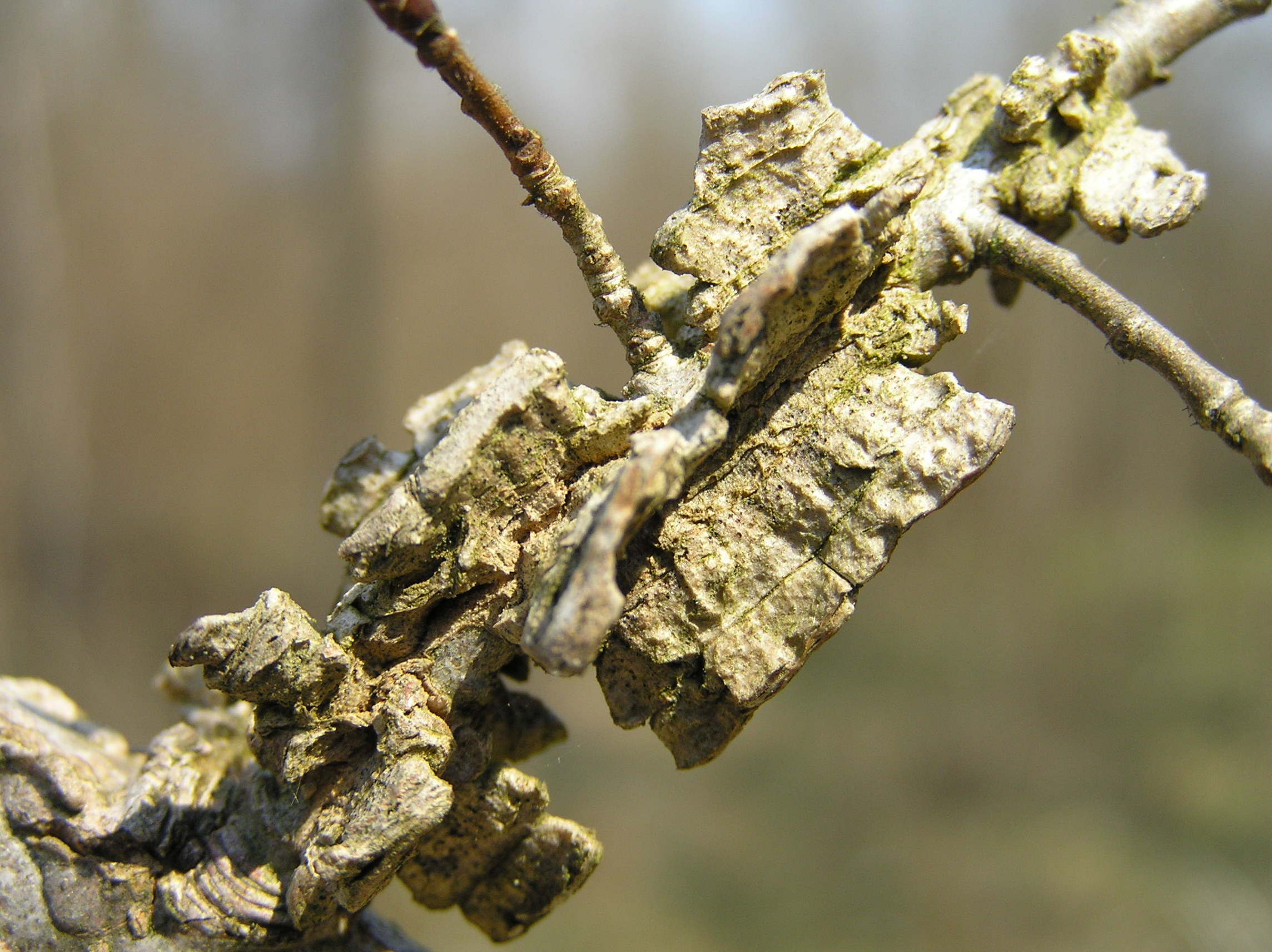
Ramito de Ulmus minor var. suberosa.

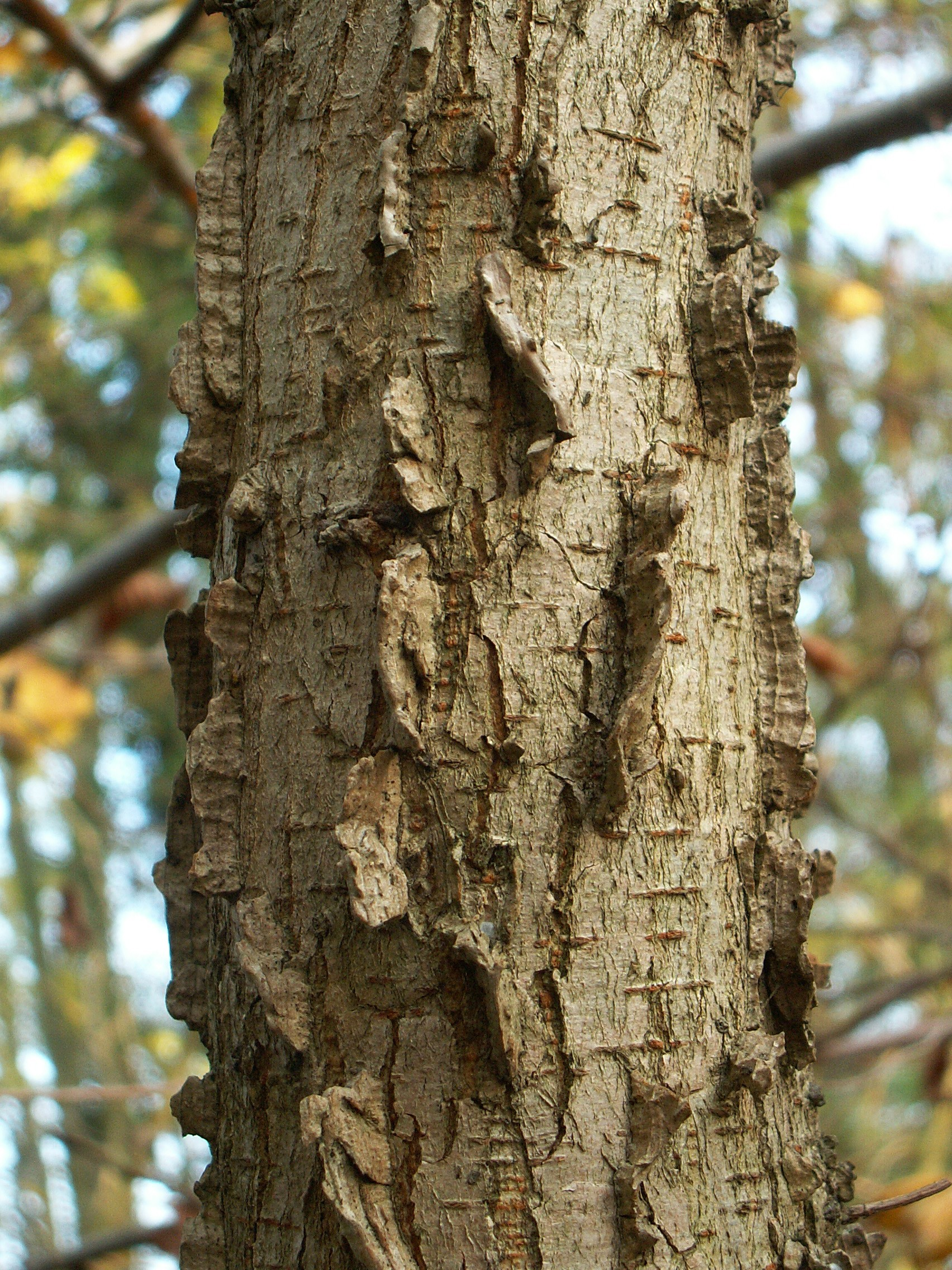
Corteza de Ulmus minor var. suberosa.

## Observaciones
El nombre en idioma castellano, olmo, deriva del latino Ulmus que se ha mantenido desde los romanos y fue aceptado finalmente por Linneo como epíteto científico para el género. La madera del olmo tiene el corazón marrón claro o pardo rojizo, con anillos de crecimiento muy marcados y textura algo gruesa; es fácil de trabajar, difícil de hendir y muy resistente a la putrefacción si se mantiene húmeda, por lo que se emplea en construcciones navales, pilotes de mina, y antiguamente era la preferida para hacer conducciones de agua.
El olmo es uno de los mejores árboles de sombra, fácil de trasplantar y de reproducir, ya que la semilla nace sin problema, si se siembra al poco de madurar, y sobre todo los renuevos e hijuelos que producen sus raíces Tiene el inconveniente de sufrir con frecuencia una enfermedad, la grafiosis, que es producida por un hongo de la familia Ofiostomatáceas (Ceratocystis ulmi), que obstruye los vasos y hace que se sequen las hojas; esta enfermedad prácticamente ha diezmado los ejemplares autóctonos de la Península ibérica y gran parte de Europa; por este motivo se han introducido especies exóticas más resistentes a la enfermedad.

## Simbología
Véase simbología del olmo.

## Taxonomía
Ulmus minor fue descrita por Philip Miller y publicado en Gard. Dict. (ed. 8) no, 1. 1768.
Subespecies y variedades
- Ulmus minor subsp. cornubensis (sin. U. stricta) - Olmo de Cornualles,[2] Cornualles y el oeste de Devon.
- Ulmus minor subsp. angustifolia, de la costa de Hampshire y de Bretaña.
- Ulmus minor subsp. minor o var. minor (sin. U. carpinifolia) - Olmo común nominal, "Olmo de hoja suave", "Olmo de hoja estrecha".
- Ulmus minor var. plotii - Olmo de Lock, "Olmo de Plot", "Olmo de Goodyer".
- Ulmus minor subsp. vulgaris (sin. U. procera, U. campestris) - Olmo campestre.
- Ulmus minor 'Sarniensis' - Olmo de Jersey.

Sinonimia
- Ulmus angustifolia (Weston) Weston
- Ulmus araxina Takht.
- Ulmus carpinifolia Suckow
- Ulmus diversifolia Melville
- Ulmus foliacea Gilib.
- Ulmus fungosa (Aiton) Dum.Cours.
- Ulmus georgica Schchian
- Ulmus glabra Mill.
- Ulmus grossheimii Takht.
- Ulmus nitens var. stricta (Aiton) A.Henry
- Ulmus nitens var. wheatleyi (Simon-Louis) A.Henry
- Ulmus plotii Druce
- Ulmus procera Salisb.
- Ulmus pumila var. suberosa (Moench) Turcz.
- Ulmus reticulata Dumort.
- Ulmus rotundifolia Carrière
- Ulmus sarniensis (Loudon) H.H.Bancr.
- Ulmus sativa Mill.
- Ulmus stricta (Aiton) Lindl.
- Ulmus suberosa Moench
- Ulmus uzbekistanica Drobow
- Ulmus wheatleyi (Simon-Louis) Druce
- Ulmus wyssotzkyi Kotov[3]